# 徐桂芬
徐桂芬（1950年10月—）是一位中国企业家，中国食品公司煌上煌董事长，全国人民代表大会江西地区代表。

## 生平
1950年出生于江西南昌一个商人家庭，毕业于中国人民解放军军事经济学院经济管理专业。之后进入一家国有食品企业担任营业员，1992年被迫下岗。1993年在南昌创建一家卤味店，取名为“煌上煌”，主要产品是酱鸭。2008年起担任全国人大代表。2013年，担任全国人大代表。后加入中国民主建国会。2012年煌上煌在上海证券交易所挂牌上市。

## 财富
2019年2月28日《界面新闻》发布2019中国最富1000人榜单，她排名第762位，资产33亿人民币。